# Listas de monarcas
Um monarca é o chefe de Estado de uma monarquia que exerce seu poder, sob variadas formas de governo, de maneira vitalícia ou até sua abdicação e que herdou este mesmo cargo por direito hereditário ou eleição. O termo lista de monarcas pode referir-se a:

## Listas temáticas

### Condição
- Lista de monarcas soberanos atuais
- Lista de monarcas constituintes atuais
- Lista de antigos monarcas ainda vivos
- Lista de consortes atuais
- Lista de herdeiros aparentes atuais

### Tempo de vida e reinado
- Lista de monarcas atuais por longevidade
- Lista de monarcas atuais por tempo de reinado
- Lista de monarcas com reinados mais longos

### História
- Lista de predecessores de monarcas atuais
- Lista de monarcas soberanos durante as Guerras Napoleônicas
- Lista de monarcas soberanos durante a Primeira Guerra Mundial
- Lista de monarcas soberanos durante a Segunda Guerra Mundial
- Lista de monarcas fundadores de dinastias
- Lista de monarcas que abdicaram